# Емгерст (Небраска)
Емгерст (англ. Amherst) — селище (англ. village) в США, в окрузі Баффало штату Небраска. Населення — 201 особа (2020).

## Географія
Емгерст розташований за координатами 40°50′18″ пн. ш. 99°16′10″ зх. д. / 40.83833° пн. ш. 99.26944° зх. д. (40.838372, -99.269509).  За даними Бюро перепису населення США в 2010 році селище мало площу 0,57 км², уся площа — суходіл.

## Демографія
Згідно з переписом 2010 року, у селищі мешкало 248 осіб у 108 домогосподарствах у складі 68 родин. Густота населення становила 438 осіб/км².  Було 114 помешкання (202/км²).
Расовий склад населення:
| - 98,4 % — білих - 0,8 % — корінних американців - 0,4 % — азіатів |

До двох чи більше рас належало 0,4 %. Частка іспаномовних становила 2,0 % від усіх жителів.
За віковим діапазоном населення розподілялося таким чином: 22,6 % — особи молодші 18 років, 59,7 % — особи у віці 18—64 років, 17,7 % — особи у віці 65 років та старші. Медіана віку мешканця становила 40,3 року. На 100 осіб жіночої статі у селищі припадало 105,0 чоловіків;  на 100 жінок у віці від 18 років та старших — 111,0 чоловіків також старших 18 років.
Середній дохід на одне домашнє господарство  становив 57 357 доларів США (медіана — 55 469), а середній дохід на одну сім'ю — 66 570 доларів (медіана — 60 417). Медіана доходів становила 43 000 доларів для чоловіків та 26 429 доларів для жінок. За межею бідності перебувало 3,5 % осіб, у тому числі 0,0 % дітей у віці до 18 років та 12,1 % осіб у віці 65 років та старших.
Цивільне працевлаштоване населення становило 139 осіб. Основні галузі зайнятості: освіта, охорона здоров'я та соціальна допомога — 20,1 %, виробництво — 18,7 %, роздрібна торгівля — 8,6 %, інформація — 6,5 %.